# Hartmut Schauerte
Hartmut Schauerte (ur. 13 września 1944 w Kirchhundem) – niemiecki polityk, od 1967 członek Unii Chrześcijańsko-Demokratycznej (CDU).

## Życiorys
Ukończył prawo na Uniwersytecie Ludwika i Maksymiliana w Monachium oraz Uniwersytecie w Bonn. W latach 1980–1994 członek landtagu Nadrenii Północnej-Westfalii, zaś od 1994 członek Bundestagu. W latach 2005–2009 sekretarz stanu w Ministerstwie Gospodarki i Technologii w rządzie Angeli Merkel, a od 2007 pełnomocnik rządu ds. klasy średniej.
Hartmut Schauerte jest katolikiem, jest żonaty i ma czworo dzieci.